# Discographie de Vanessa Paradis
Il s'agit de la discographie de la chanteuse Vanessa Paradis.

## Albums studio
| Année | Album                         | Classement des ventes | Classement des ventes | Classement des ventes | Certification en France | Chiffre des ventes internationales |
| Année | Album                         | FR                    | BEL                   | SUI                   | Certification en France | Chiffre des ventes internationales |
| ----- | ----------------------------- | --------------------- | --------------------- | --------------------- | ----------------------- | ---------------------------------- |
| 1988  | M&J                           | 13                    |                       | —                     | Platine                 | 360 000                            |
| 1990  | Variations sur le même t'aime | 6                     |                       | —                     | Platine                 | 400 000                            |
| 1992  | Vanessa Paradis               | 1                     |                       | —                     | Platine                 | 1 200 000                          |
| 2000  | Bliss                         | 1                     | 18                    | 31                    | 2 × Or                  | 310 000                            |
| 2007  | Divinidylle                   | 1                     | 1                     | 6                     | 2 × Platine             | 600 000                            |
| 2013  | Love Songs                    | 1                     | 2                     | 4                     | 2 × Platine             | 200 000                            |
| 2018  | Les Sources                   | 6                     | 12                    | 33                    | Or                      | 50 000                             |
| 2025  | Le Retour des beaux jours     |                       |                       |                       |                         |                                    |

Les cases grisées signifient que les classements de ce pays n'existaient pas lors de la sortie du disque ou que ceux-ci sont indisponibles.

## Albums live
| Année | Album                     | Classement des ventes | Classement des ventes | Classement des ventes | Certification en France | Chiffre des ventes internationales |
| Année | Album                     | FR                    | BEL                   | SUI                   | Certification en France | Chiffre des ventes internationales |
| ----- | ------------------------- | --------------------- | --------------------- | --------------------- | ----------------------- | ---------------------------------- |
| 1994  | Vanessa Paradis Live      | 8                     |                       | —                     | Or                      |                                    |
| 2001  | Vanessa Paradis au Zénith | 19                    | —                     | —                     | —                       |                                    |
| 2008  | Divinidylle Tour          | 5                     | 5                     | —                     | —                       | 70 000                             |
| 2010  | Une nuit à Versailles     | 17                    | 26                    | —                     | —                       |                                    |
| 2014  | Love Songs Tour           | 21                    | 30                    | —                     | —                       |                                    |

Les cases grisées signifient que les classements de ce pays n'existaient pas lors de la sortie du disque ou que ceux-ci sont indisponibles.

## Compilations
| Année | Album                             | Classement des ventes | Classement des ventes | Classement des ventes | Certification en France | Chiffre des ventes internationales |
| Année | Album                             | FR                    | BEL                   | SUI                   | Certification en France | Chiffre des ventes internationales |
| ----- | --------------------------------- | --------------------- | --------------------- | --------------------- | ----------------------- | ---------------------------------- |
| 2009  | Best of                           | 1                     | 1                     | 43                    | 2 × Platine             | 400 000                            |
| 2019  | Best of & Variations              | 24                    | —                     | —                     | —                       |                                    |
| 2024  | Mi Amor (uniquement en streaming) | —                     | —                     | —                     | —                       |                                    |

Les cases grisées signifient que les classements de ce pays n'existaient pas lors de la sortie du disque ou que ceux-ci sont indisponibles.

## Singles

### Années 1980
|      | Année           | Single | Classement des ventes | Classement des ventes | Classement des ventes | Classement des ventes | Classement des ventes | Classement des ventes | Classement des ventes | Classement des ventes | Classement des ventes | Classement des ventes | Classement des ventes | Classement des ventes | Album |
| FR   | Année           | Single | BEL/Fl                | IRL                   | SUI                   | R-U                   | P-B                   | SUE                   | ALL                   | NOR                   | AUT                   | CAN                   | ITA                   |                       | Album |
| 1987 | Joe le taxi     | 1      | 8                     | 2                     | —                     | 3                     | 25                    | 7                     | 8                     | 5                     | —                     | —                     | 13                    | M&J                   |       |
| 1987 | Manolo Manolete | 10     | —                     | —                     | —                     | —                     | —                     | —                     | —                     | —                     | —                     | —                     | —                     | M&J                   |       |
| 1988 | Marilyn et John | 5      | —                     | —                     | —                     | —                     | —                     | —                     | 35                    | —                     | —                     | —                     | 23                    | M&J                   |       |
| 1988 | Maxou           | 13     | —                     | —                     | —                     | —                     | —                     | —                     | —                     | —                     | —                     | —                     | —                     | M&J                   |       |
| 1989 | Coupe coupe     | 22     | —                     | —                     | —                     | —                     | —                     | —                     | —                     | —                     | —                     | —                     | —                     | M&J                   |       |
| 1989 | Mosquito        | —      | —                     | —                     | —                     | —                     | —                     | —                     | —                     | —                     | —                     | —                     | —                     | M&J                   |       |

### Années 1990
|      | Année                                                                      | Single | Classement des ventes | Classement des ventes | Classement des ventes | Classement des ventes | Classement des ventes | Classement des ventes | Classement des ventes | Classement des ventes | Classement des ventes | Classement des ventes | Classement des ventes | Classement des ventes         | Album |
| FR   | Année                                                                      | Single | BEL/Fl                | IRL                   | SUI                   | R-U                   | P-B                   | SUE                   | ALL                   | NOR                   | AUT                   | CAN                   | ITA                   |                               | Album |
| 1990 | Tandem                                                                     | 22     | 35                    | —                     | —                     | —                     | 25                    | —                     | —                     | —                     | —                     | —                     | —                     | Variations sur le même t'aime |       |
| 1990 | Dis-lui toi que je t'aime                                                  | 41     | —                     | —                     | —                     | —                     | —                     | —                     | —                     | —                     | —                     | —                     | —                     | Variations sur le même t'aime |       |
| 1991 | L'Amour en soi                                                             | —      | —                     | —                     | —                     | —                     | —                     | —                     | —                     | —                     | —                     | —                     | —                     | Variations sur le même t'aime |       |
| 1992 | I'm Waiting For The Man (US Promo CD single)                               |        |                       |                       |                       |                       |                       |                       |                       |                       |                       |                       |                       | Vanessa Paradis               |       |
| 1992 | Be My Baby                                                                 | 5      | 2                     | 6                     | —                     | 6                     | 4                     | 11                    | 10                    | —                     | 19                    | —                     | —                     | Vanessa Paradis               |       |
| 1993 | Sunday Mondays                                                             | 41     | 20                    | —                     | —                     | 49                    | 36                    | —                     | 51                    | —                     | —                     | —                     | —                     | Vanessa Paradis               |       |
| 1993 | Just as Long as You Are There                                              | —      | —                     | —                     | —                     | 57                    | —                     | —                     | —                     | —                     | —                     | —                     | —                     | Vanessa Paradis               |       |
| 1993 | Natural High                                                               | —      | —                     | —                     | —                     | —                     | —                     | —                     | —                     | —                     | —                     | —                     | —                     | Vanessa Paradis               |       |
| 1994 | Les Cactus (live)                                                          | —      | —                     | —                     | —                     | —                     | —                     | —                     | —                     | —                     | —                     | —                     | —                     | Vanessa Paradis Live          |       |
| 1994 | Gotta Have It (live)                                                       | —      | —                     | —                     | —                     | —                     | —                     | —                     | —                     | —                     | —                     | —                     | —                     | Vanessa Paradis Live          |       |
| 1998 | Mistral Gagnant ( Live ) avec Maxime Leforestier - ( Single promotionnel ) |        |                       |                       |                       |                       |                       |                       |                       |                       |                       |                       |                       | Enfoirés en cœur              |       |

### Années 2000
|       | Année                             | Single | Classement des ventes | Classement des ventes | Classement des ventes | Classement des ventes | Classement des ventes     | Album |
| FR TL | Année                             | Single | FR                    | BEL/Fr                | BEL/Nl                | SUI                   |                           | Album |
| 2000  | Commando                          | —      | 43                    | —                     | —                     | —                     | Bliss                     |       |
| 2000  | Pourtant                          | —      | —                     | —                     | —                     | —                     | Bliss                     |       |
| 2001  | Que fait la vie ?                 | —      | —                     | —                     | —                     | —                     | Bliss                     |       |
| 2001  | L'Eau à la bouche (live)          | —      | —                     | —                     | —                     | —                     | Vanessa Paradis au Zénith |       |
| 2001  | Walk on the Wild Side (live)      | —      | —                     | —                     | —                     | —                     | Vanessa Paradis au Zénith |       |
| 2004  | Ma pétroleuse                     | —      | —                     | —                     | —                     | —                     | Atomik Circus             |       |
| 2007  | Divine Idylle                     | 2      | 160                   | 5                     | 38                    | 53                    | Divinidylle               |       |
| 2007  | Dès que j'te vois                 | 6      | 199                   | 27                    | —                     | —                     | Divinidylle               |       |
| 2008  | L'incendie                        | —      | —                     | 14                    | —                     | —                     | Divinidylle               |       |
| 2008  | Les Piles (live) (duo -M-)        | —      | —                     | —                     | —                     | —                     | Divinidylle Tour          |       |
| 2008  | Joe le taxi (live)                | —      | —                     | —                     | —                     | —                     | Divinidylle Tour          |       |
| 2009  | Adrienne (duo Albin de la Simone) | —      | —                     | —                     | —                     | —                     | Bungalow                  |       |
| 2009  | Il y a                            | 6      | 62                    | 4                     | —                     | 56                    | Best of                   |       |

### Années 2010 - 2020
|      | Année                                                | Single | Classement des ventes | Classement des ventes | Classement des ventes | Classement des ventes                                   | Album |
| FR   | Année                                                | Single | BEL/Fr                | BEL/Nl                | SUI                   |                                                         | Album |
| 2010 | Marilyn et John                                      | —      | —                     | —                     | —                     | Best of                                                 |       |
| 2011 | La Seine (duo -M-)                                   | 9      | 3                     | —                     | —                     | Un monstre à Paris                                      |       |
| 2012 | Profite (duo Benjamin Biolay)                        | 93     | —                     | —                     | —                     | Vengeance                                               |       |
| 2013 | Love Song                                            | 20     | 10                    | —                     | —                     | Love Songs                                              |       |
| 2013 | Les Espaces et les Sentiments                        | 100    | —                     | —                     | —                     | Love Songs                                              |       |
| 2013 | Mi amor                                              | 57     | —                     | —                     | —                     | Love Songs                                              |       |
| 2014 | Pas besoin de permis (duo Benjamin Biolay)           | 35     | —                     | —                     | —                     | Love Songs Tour                                         |       |
| 2017 | Did You Really Say No (duo avec Oren Lavie)          | —      | —                     | —                     | —                     | Bedroom Crimes (Album d'Oren Lavie)                     |       |
| 2018 | Ces mots simples                                     | 13     | —                     | —                     | —                     | Les Sources                                             |       |
| 2019 | Kiev                                                 | —      | —                     | —                     | —                     | Les Sources                                             |       |
| 2019 | La plage                                             | —      | —                     | —                     | —                     | Les Sources                                             |       |
| 2019 | Dans l'univers (duo avec Nekfeu)                     | 2      | 50                    |                       | 29                    | Les Étoiles vagabondes (Album de Nekfeu)                |       |
| 2019 | Vague à l'âme sœur                                   | 44     | —                     | —                     | —                     | Best of & Variations                                    |       |
| 2021 | Les clochettes de mai (duo avec Adrien Gallo)        | —      | —                     | —                     | —                     | Là où les saules ne pleurent pas (Album d'Adrien Gallo) |       |
| 2023 | Tirer la nuit sur les étoiles (duo avec Étienne Daho | —      | —                     | —                     | —                     | Tirer la nuit sur les étoiles (Album d'Étienne Daho)    |       |
| 2024 | Le bal (duo avec Voyou (chanteur))                   | —      | —                     | —                     | —                     | Le Bal (single)                                         |       |
| 2025 | Bouquet final                                        | —      | —                     | —                     | —                     | Le Retour des beaux jours                               |       |

## Autres titres classés
- 2013 : La chanson des vieux cons ( 138 ème pendant 2 semaines )
- 2013 : Station Quatre-Septembre ( 132 ème pendant 1  semaine )

## Bandes originales de films
- 1991 : Atlantis de Luc Besson. Duo avec Éric Serra, Time to get your lovin
- 2001 : Le Petit Poucet d'Olivier Dahan. Chante La Lune brille pour toi/Close your eyes (existe en version française et anglaise)
- 2004 : Atomik Circus. Chante 6 chansons dont Ma pétroleuse, James Bataille, Mustang, Concia Chacha et Le petit vent du désert, écrit par The Little Rabbits.
- 2010 : Thelma, Louise et Chantal. Chante Vous les copains. Version réalisée et arrangée par Keren Ann.
- 2011 : Un monstre à Paris. Chante quatre chansons dont Papa Paname, Un p'tit baiser et La Seine en duo avec Matthieu Chedid.
- 2012 : A monster in Paris. Chante quatre chansons en anglais dont La Seine en duo avec Sean Lennon.
- 2014 : Apprenti Gigolo de John Turturro. Chante Tu si na cosa grande.
- 2017 : Maryline de Guillaume Gallienne. Reprend le titre Cette blessure de Léo Ferré.
- 2019 : Film argentin " La quietud " de Pablo Trapero. Chante Le rempart.

## Participations musicales
- 1986: album de Franck Langolff, Normal. Chœurs sur 2 chansons
- 1989: single caritatif Pour toi Arménie
- 1989: album de Johnny Hallyday, Cadillac. Chœurs sur Si j'étais moi
- 1991: album d'Alain Lanty, Atlantique. Chœurs sur Tant bien que mal
- 1993: album de Louis Bertignac, Elle et Louis. Chœurs sur Oubliez-moi, La Petite poupée, L'Amour interdit, L'Arroseur arrosé et La Fille d'Essaouira
- 1995: album de Maxime Le Forestier, Passer ma route. Chœurs sur Chienne d'idée
- 1996: album de Gerry DeVeaux, Rhythm & love. Duo sur Voici les clés (de mes secrets)…, & chœurs sur Don't take back your love
- 2001: album caritatif Ma chanson d'enfance. Reprise de Le Tourbillon de la vie
- 2004: album caritatif de Charles Aznavour, Bon anniversaire Charles !. Duo sur Au creux de mon épaule
- 2006: album collectif Le Soldat rose. Chante Made in Asia et Un papa, une maman, et une collégiale Love, love, love
- 2009: album d'Albin de la Simone, Bungalow. Duo sur Adrienne
- 2009: album de Glenn Tilbrook, Pandemonium Ensues. Chœurs sur Interest & love
- 2010: album du groupe Nouvelle Vague, Couleurs sur Paris. Chante Week-end à Rome de et avec Étienne Daho
- 2010: album collectif Dr Tom ou la liberté en cavale. Conte musical de Franck Langolff. Chante Smiley en duo avec Thomas Dutronc
- 2010: album live de Jacques Dutronc, Et vous, et vous, et vous. Duo sur Le Petit Jardin
- 2011: album hommage à Alain Bashung, Tels Alain Bashung. Chante Angora
- 2011: album compilation d'Étienne Daho, Monsieur Daho. Duo sur Heures Hindoues
- 2011: album de  Lulu Gainsbourg, From Gainsbourg to Lulu. Duo avec Johnny Depp sur Ballade de Mélody Nelson
- 2012: album de duos de chansons d'Alain Chamfort, Elles et lui. Duo sur Malaise en Malaisie
- 2012: album de Benjamin Biolay, Vengeance. Duo sur Profite[9]
- 2013: album de Steve Nieve, ToGetHer. Duo sur Conversation
- 2013: album du groupe BB Brunes, Long Courrier (édition collector). Duo sur Bye bye
- 2014: single caritatif du collectif Band Aid 30 mené par Carla Bruni Noël est là (Do They Know It’s Christmas ? 2014)
- 2017: album hommage à Alain Souchon, Souchon dans l'air, chante Le baiser
- 2017: album hommage à Barbara, Barbara par le pianiste Alexandre Tharaud, chante Du bout des lèvres
- 2018: album de Gaëtan Roussel, Trafic. Duo sur Tu me manques (Pourtant tu es là).
- 2019: album de Nekfeu, Les étoiles vagabondes. Duo sur Dans l' univers
- 2021: album d'Adrien Gallo, Là où les saules ne pleurent pas. Duo sur Les clochettes de mai et Les jolies choses
- 2022: album d' Alexandre Tharaud, Cinéma. Chante " Main Theme (From "India Song") " avec Alexandre Tharaud au piano.
- 2023: album d'Étienne Daho, Tirer la nuit sur les étoiles. Duo sur le titre phare : " Tirer la nuit sur les étoiles" .

## Participations auxEnfoirés
- 1993 : Les Enfoirés chantent Starmania
- 1994 : Les Enfoirés au Grand Rex
- 1995 : Les Enfoirés à l'Opéra-Comique
- 1996 : La Soirée des Enfoirés
- 1997 : Le Zénith des Enfoirés
- 1998 : Enfoirés en cœur
- 1999 : Dernière Édition avant l'an 2000
- 2001 : 2001 : L'Odyssée des Enfoirés

## Videographie
- Des VHS sont également sorties dans les années 1980 et 1990 mais n'ont, à ce jour, jamais été rééditées en DVD :

- Vanessa apparait aussi sur des supports vidéo pour ses participations musicales :

- Sans oublier Les Enfoirés de 1993 à 1999 et 2001. Les sorties en DVD ne se sont faites qu'à partir de l'édition 98. Les précédents spectacles ne sont disponibles qu'en VHS.